# Beelia suttoniae
Beelia suttoniae är en svampart som beskrevs av F. Stevens & R.W. Ryan 1925. Beelia suttoniae ingår i släktet Beelia och familjen Elsinoaceae.   Inga underarter finns listade i Catalogue of Life.